# Haruto Shirai
Haruto Shirai (født 23. oktober 1999) er en japansk fodboldspiller, som spiller for den japanske fodboldklub Gamba Osaka.